# Передмістя

Вишгород — передмістя Києва

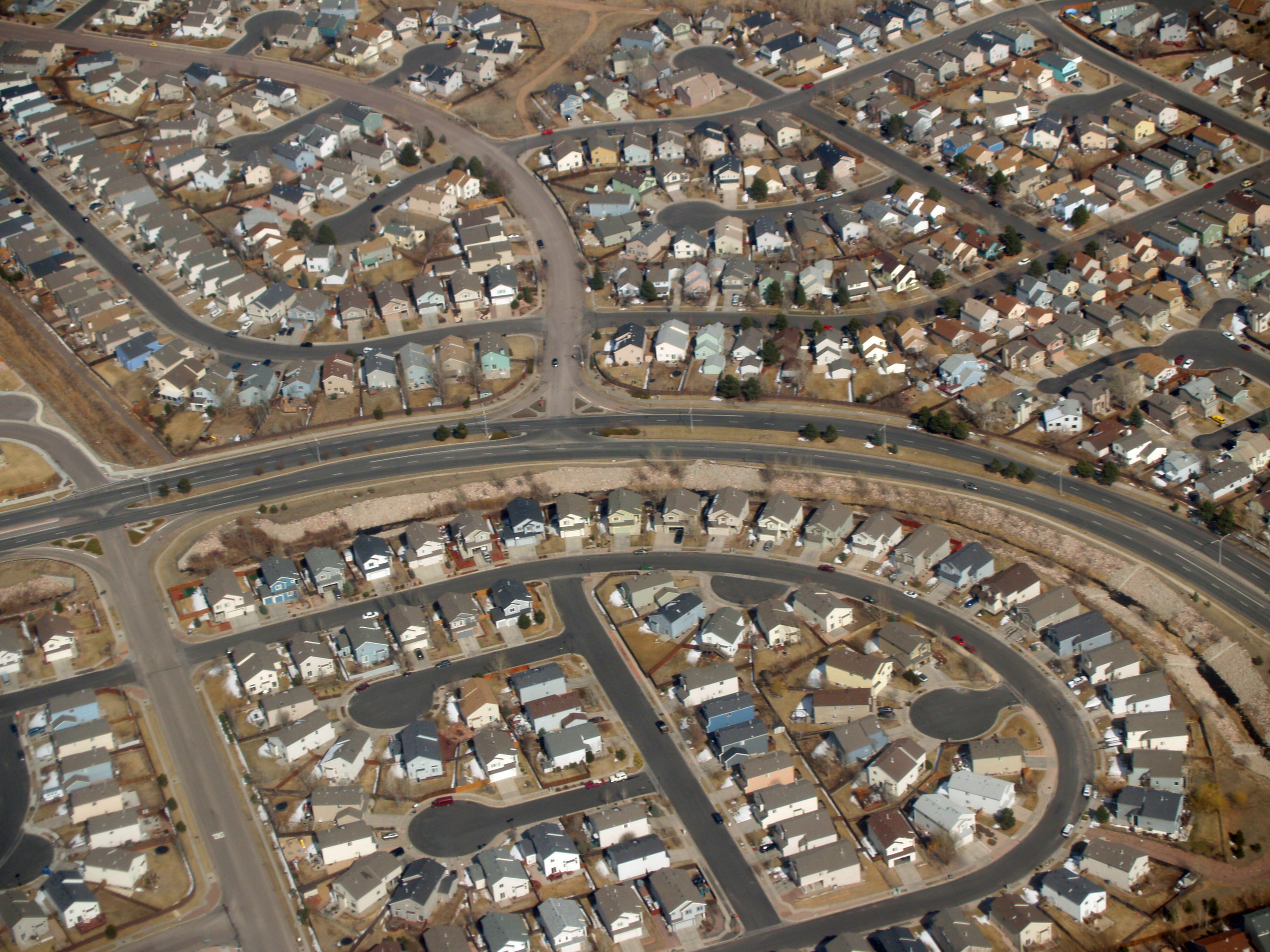
Зростання міста із передмістям, Колорадо-Спрингс

Передмістя — населений пункт будь-якого типу, розташований у безпосередній близькості від міста, із яким має тісний зв'язок.
В 20 столітті із розвитком автомобільного та залізничного транспорту передмістя отримали різкий поштовх до урбанізації та розростання. Нині передмістя нерідко являють собою периферійні райони міста, хоча офіційно не включаються в його межі, мають автономний статус і адміністративно підпорядковуються своїм місцевим радам. Часто із невпинним розростанням території основного міста передмістя із ним зливається.
Так, наприклад, передмістя Києва Пуща-Водиця 1981 року мала статус смт, а нині як історична місцевість входить до складу Оболонського району столиці.

## В історії Русі
Передмістями в надільно-вічевий період історії Русі називалися молодші міста. Вони здавна існували в кожній землі і виникали або шляхом колонізації з головного міста, будучи укріпленим притулком для населення із міст і сіл, які належали містянам головного міста сіл, або з міст, що потрапили в залежність від інших внаслідок завоювання. Населення передмістя вважалося по відношенню до населення головного міста молодшим і підлеглим йому.
Іноді передмістя ділилися навіть між частинами (кінцями) головного міста (як було в Пскові). Якщо передмістя посилювався і досягало самостійності, то земля розпадалася на дві половини (наприклад, Псков був спочатку передмістям Новгорода, але з плином часу стало самостійним містом).[джерело?]
Іноді князі передавали передмістя у спадок різним синам, і тоді ці передмістя ставали центрами нових князівств. Внаслідок особливого посилення передмістя або послаблення головного міста вони могли помінятися ролями: головне місто ставало передмістям, а передмістя — головним містом. Так, Ростов втратив значення головного міста і став передмістям Суздаля, а потім Володимира, коли і Суздаль підкорився Володимиру.
У Південній Русі термін «передмістя» зникає раніше, і вже в дотатарські періоді передмістям називаються містами. В пам'ятниках московських, а також у Новгороді та Пскові термін цей вживається ще в XVI столітті.

## В Австралії та Новій Зеландії
В Австралії та Новій Зеландії, (англ. suburbs) не є передмістям у звичайному розумінні цього слова. Фактично це дільниці (райони) міста, назви яких використовуються поштою для адресації. Навіть центри сучасних міст називаються suburb.
Терміни «внутрішнє передмістя» та «зовнішнє передмістя» використовуються, щоб розрізняти густонаселені райони неподалік від центру міста та менш населені на околицях мегаполісу.